# أنجلس كامب (كاليفورنيا)
أنجلس كامب (بالإنجليزية: Angels Camp) هي إحدى مدن مقاطعة كالافيراس، كاليفورنيا. تم إعطاءها لقب مدينة في 24 يناير، 1912.

## أعلام
- مايك ماكورميك